# Listă de conducători de stat din 663
659 - 660 - 661 - 662 - 663 - 664 - 665 - 666 - 667
Aceasta este o listă a conducătorilor de stat din anul 663:

## Europa
- Anglia, statul anglo-saxon Northumbria: Oswiu (rege, 655-671; anterior, rege în Bernicia, 643-655)
- Anglia, statul anglo-saxon East Anglia: Ethelwold (rege, după 656-664)
- Anglia, statul anglo-saxon Essex: Swithelm (rege, cca. 660-664)
- Anglia, statul anglo-saxon Kent: Earconberht (rege, 640-664)
- Anglia, statul anglo-saxon Mercia: Wulfhere (rege, 659-675)
- Anglia, statul anglo-saxon Sussex: Aethelwalh (rege, cca. 660?-cca. 685)
- Anglia, statul anglo-saxon Wessex: Cenwalh (rege, 643-645, 648-672)
- Benevento: Romuald I (duce, 662-677)
- Bizanț: Constans al II-lea Pogonatul (împărat din dinastia Heraclizilor, 641-668)
- Francii din Austrasia: Childerich al II-lea (rege din dinastia Merovingiană, 662-675; totodată, rege în Neustria și Burgundia, 673-675)
- Francii din Neustria și Burgundia: Chlothar al III-lea (rege din dinastia Merovingiană, 657-673)
- Friuli: Ago (duce, 651-663) și Lupus (duce, 663-666)
- Gruzia, statul Khartlia (Iberia): Adarnase al II-lea (patriciu, cca. 650-684/685)
- Longobarzii: Grimoald I (rege, 662-671; anterior, duce de Benevento, 651-662)
- Neapole: Vasile (duce bizantin, 661/662-666/667)
- Ravenna: Theodor I Calliopas (exarh, 643-cca. 645, 653-înainte de 666)
- Scoția, statul picților: Gartnait al VI-lea (rege, 657-664)
- Scoția, statul celt Dalriada: Domangort al II-lea mac Domnall (rege, 660-673)
- Spoleto: Atto (duce, 650-665)
- Statul papal: Vitalian (papă, 657-672)
- Vizigoții: Recesvint (Receswinth) (rege, 653-672)

## Asia

### Orientul Apropiat
- Bizanț: Constans al II-lea Pogonatul (împărat din dinastia Heraclizilor, 641-668)
- Califatul omeiad: Muauia I ibn Abu Sufian (calif din dinastia Sufianizilor, 661-680)

### Orientul Îndepărtat
- Cambodgia, statul Tjampa: Vikrantavarman I (Prakasadharma) (rege din a patra dinastie, 653-686?)
- Cambodgia, statul Chenla: Jayavarman (rege, cca. 640-cca. 681)
- China: Gaozong (împărat din dinastia Tang, 650-683)
- Coreea, statul Koguryo: Pojang Chang (rege din dinastia Ko, 642-668)
- Coreea, statul Paekje: P'ungjang (rege din dinastia Ko, 660-663)
- Coreea, statul Silla: Munmu (Pobmin) (rege din dinastia Kim, 661-681)
- India, statul Chalukya: Vikramaditya I (Kokkuli Vikramaditya Prthivivallobha) (rege, 655-681)
- India, statul Chalukya răsăriteană: Jayasimha I (rege, 632-663), Indra-Bhattaraka (rege, 663) și Vișnuvaradhana al II-lea (rege, 663-672)
- India, statul Pallava: Narasimhavarman I Simhavișnu Mahamalla (rege din a doua dinastie, 630-668)
- Japonia: Tenji (împărat, 662-671)
- Kashmir: Pratapaditya al II-lea (Durlabhaka) (rege, 632-682)
- Nepal: Kritavarman (rege din dinastia Thakuri, 657-672)
- Sri Lanka: Aggabodhi al IV-lea Sirisanghabodhi (rege din dinastia Silakala, 650-666)
- Tibet: Mang-srong Mang-bTsan (mang-song mang-tsen) (chos-rgyal, cca. 650-676/679)